# Сан-Педро-Сула
Сан-Педро-Сула (ісп. San Pedro Sula) — друге за величиною місто Гондурасу після Тегусігальпи.
Місто Сан-Педро-Сула вважається найнебезпечнішим населеним пунктом на Землі: на кожні 100 тисяч населення там припадає 169 вбивств за рік.

## Географія
Розташоване на північному заході країни, в долині Сула, за 60 км від берега Карибського моря. Адміністративний центр департаменту Кортес і однойменного муніципалітету.

### Клімат
Місто знаходиться у зоні мусонного клімату. Найтепліший місяць — травень з середньою температурою 29.4 °C. Найхолодніший місяць — січень, з середньою температурою 24.4 °С.
| Клімат Сан-Педро-Сули   | Клімат Сан-Педро-Сули | Клімат Сан-Педро-Сули | Клімат Сан-Педро-Сули | Клімат Сан-Педро-Сули | Клімат Сан-Педро-Сули | Клімат Сан-Педро-Сули | Клімат Сан-Педро-Сули | Клімат Сан-Педро-Сули | Клімат Сан-Педро-Сули | Клімат Сан-Педро-Сули | Клімат Сан-Педро-Сули | Клімат Сан-Педро-Сули | Клімат Сан-Педро-Сули |
| Показник                | Січ.                  | Лют.                  | Бер.                  | Квіт.                 | Трав.                 | Черв.                 | Лип.                  | Серп.                 | Вер.                  | Жовт.                 | Лист.                 | Груд.                 | Рік                   |
| Абсолютний максимум, °C | 36                    | 37                    | 43                    | 41                    | 43                    | 40                    | 42                    | 37                    | 37                    | 37                    | 37                    | 37                    | 43                    |
| Середній максимум, °C   | 28                    | 29                    | 31                    | 32                    | 33                    | 33                    | 32                    | 32                    | 32                    | 30                    | 29                    | 28                    | 31                    |
| Середня температура, °C | 24                    | 25                    | 27                    | 28                    | 29                    | 28                    | 28                    | 28                    | 28                    | 27                    | 26                    | 25                    | 27                    |
| Середній мінімум, °C    | 20                    | 21                    | 22                    | 23                    | 24                    | 24                    | 23                    | 23                    | 23                    | 23                    | 22                    | 21                    | 22                    |
| Абсолютний мінімум, °C  | 14                    | 11                    | 12                    | 12                    | 17                    | 12                    | 12                    | 10                    | 20                    | 17                    | 15                    | 13                    | 10                    |
| Норма опадів, мм        | 70                    | 50                    | 30                    | 30                    | 60                    | 160                   | 120                   | 100                   | 160                   | 160                   | 130                   | 110                   | 1210                  |
| ----------------------- | --------------------- | --------------------- | --------------------- | --------------------- | --------------------- | --------------------- | --------------------- | --------------------- | --------------------- | --------------------- | --------------------- | --------------------- | --------------------- |
| Джерело: Weatherbase    |                       |                       |                       |                       |                       |                       |                       |                       |                       |                       |                       |                       |                       |

## Історія
Місто заснував Педро де Альварадо 27 червня 1536 року з назвою Вілья-де-Сан-Педро-де-Пуерто-Кабальос, біля міста Чолома. У долині Сули в цей час було 18 міст, населених індіанцям. Територія була покрита болотами і тропічними лісами. У XVIII столітті місто перейменували на Сан-Педро-Сула.
Протягом декількох перших років своєї історії Сан-Педро-Сула був монетним двором Іспанії, де відливалися злитки золота. Місто в цей час робило п'яту частину всього золота Іспанії. У 1550-і роки монетний двір був переміщений в Грасіас-а-Діос, потім в Комаягуа. Французькі, англійські і голландські пірати багаторазово піддавали місто розграбуванню, в результаті чого іспанці змушені були перемістити його на сучасне місце, далі від моря. Це призвело до швидкого занепаду міста, віддаленого від торгових шляхів і від районів з сприятливим кліматом. В 1890-ті роки його населення становило близько 10 тисяч жителів. Бурхливий розвиток почався в 1920-ті роки, коли навколо міста почали з'являтися бананові плантації. Будівництво залізниці призвело до індустріалізації міста.
Сан-Педро-Сула офіційно отримав права міста 8 жовтня 1902 року.

## Населення
За даними на 2013 рік чисельність населення становить 712 124 особи.
 Динаміка чисельності населення міста по роках: 
| 1974    | 1988    | 2001    | 2013    |
| ------- | ------- | ------- | ------- |
| 150 991 | 287 390 | 437 798 | 712 124 |

## Злочинність
Сан-Педро-Сула було «столицею світу вбивств» до 2016, коли Каракас із Венесуели не перевищив рівень убивств. Крім того, три роки підряд до 2010 року у мексиканському місті Сьюдад-Хуарес рівень злочинності був ще вищий, поки туди не ввели війська для боротьби із наркокартелем. Відповідно, після 2010 року Сан-Педро-Сула знов зайняв перше місце.
Місто відоме наркотогівлею. Із Гондурасу до США відправляють кокаїн.
Станом на 2017 рік на в'їзді до міста військові і поліція перевіряють усіх пасажирів на наявність зброї та наркотиків. Чимало будинків мають ґрати і обнесені колючим дротом. Крамниці охороняють озброєні охоронці. Місто патрулюють військові таі поліція.
Найбезпечнішим районом вважають Центральний (The Ring), а найнебезпечніший — Ріо Бланко (Rio Blanco).

### Зйомки передачіОрел і решка
У 2017 році українські телеведучі Регіна Тодоренко і Леся Нікітюк відвідали місто, знімаючи там один із випусків програми. До того ж Леся відвідала і кримінальний район Ріо Бланко.

## Економіка
У місті в основному розвинена легка і харчова промисловість. Сан-Педро-Сула є важливим транспортним центром.

## Спорт
У місті базується збірна Гондурасу з футболу.
У місті розташований стадіон Естадіо Франциско Морацан.